# Hamza Mahkamov
Hamza Haitovich Mahkamov (usbekisch Ҳамза Ҳаитович Маҳкамов; * 1959 in der Provinz Surxondaryo, UsSSR; † 16. März 2010) war ein usbekischer Eisenbahnarbeiter und Lokführer. Im Jahr 2007 wurde er zum Helden Usbekistans ernannt.

## Leben
Hamza Mahkamov begann seine berufliche Laufbahn im Jahr 1977 als Fahrer in der Denov Cotton Cleaning Factory und arbeitete anschließend als Schlosser in einer Autowerkstatt in dieser Region.
Ab 1982 arbeitete er im Bereich des Eisenbahntransports als Assistent des Lokführers bei der 166. Eisenbahnmaschinenstation (Bauabteilung). Von 1987 bis zu seinem Lebensende war er als Lokführer bei diesem Unternehmen tätig. Er war am Bau der Eisenbahnstrecke Tashguzar-Baysun-Kumkurgan beteiligt. Dutzende von Fachleuten wurden von Hamza Mahkamov ausgebildet. Darüber hinaus war er aktiv im öffentlichen Leben der Provinz Surxondaryo.
Am 22. August 2007 wurde durch einen Erlass des Präsidenten der Republik Usbekistan, Islom Karimov, aufgrund seiner herausragenden Verdienste vor dem Staat und dem Volk bei der Stärkung der Unabhängigkeit des Vaterlandes, der Festigung seines internationalen Ansehens, der weiteren Vertiefung der Reformen, seines bedeutenden Beitrags zur Entwicklung des Eisenbahnverkehrs und seines heroischen Einsatzes beim Bau der Eisenbahnstrecke «Тошгузар-Бойсун-Кумкургон» dem Lokführer des Eisenbahnbaumaschinenmechanismus der 166. Gleisbau-Maschinenstation der staatlichen Aktiengesellschaft Oʻzbekiston Temir Yoʻllari, Hamza Mahkamov, der Titel Held Usbekistans verliehen, zusammen mit der Medaille «Oltin Yulduz» (Goldener Stern). Darüber hinaus gibt es Informationen über ihn in der Enzyklopädie von Usbekistan.